# Прогресс М1-3
Прогресс М1-3 — транспортный грузовой космический корабль (ТГК) серии «Прогресс», запущен к Международной космической станции. Первый по программе МКС российский корабль снабжения и третий новый модифицированный ТГК. Серийный номер 251.

## Цель полёта
Доставка на МКС более 2100 килограммов различных грузов, в числе которых топливо для дозаправки объединённой двигательной установки модуля «Звезда», оборудование для научных экспериментов, аппаратура для систем управления движением, терморегулирования, связи и телевидения, 2 компьютера «IBM ThinkPad», установки для удаления CO2 — «Воздух» и для получения кислорода — «Электрон-ВМ», санитарно-гигиеническое оборудование, установка для приготовления пищи, одежда, различные инструменты, средства личной гигиены, а также бортдокументация.

## Хроника полёта
- 06.08.2000, в 21:26:41.984 (MSK), (18:26:42 UTC) — запуск с космодрома Байконур;
- 09.08.2000, в 00:12:56 (MSK), (20:12:56 UTC) — осуществлена стыковка с МКС к стыковочному узлу на агрегатном отсеке служебного модуля «Звезда». Процесс сближения и стыковки проводился в автоматическом режиме;
- 01.11.2000, в 07:04:49 (MSK), (04:04:49 UTC) — ТГК отстыковался от МКС и отправился в автономный полёт.

## Перечень грузов
Суммарная масса всех доставляемых грузов: 2115 кг
| Название                     | Масса (кг) |
| ---------------------------- | ---------- |
| Топливо                      | 1500       |
| Грузы и научное оборудование | 615        |

## Фотографии

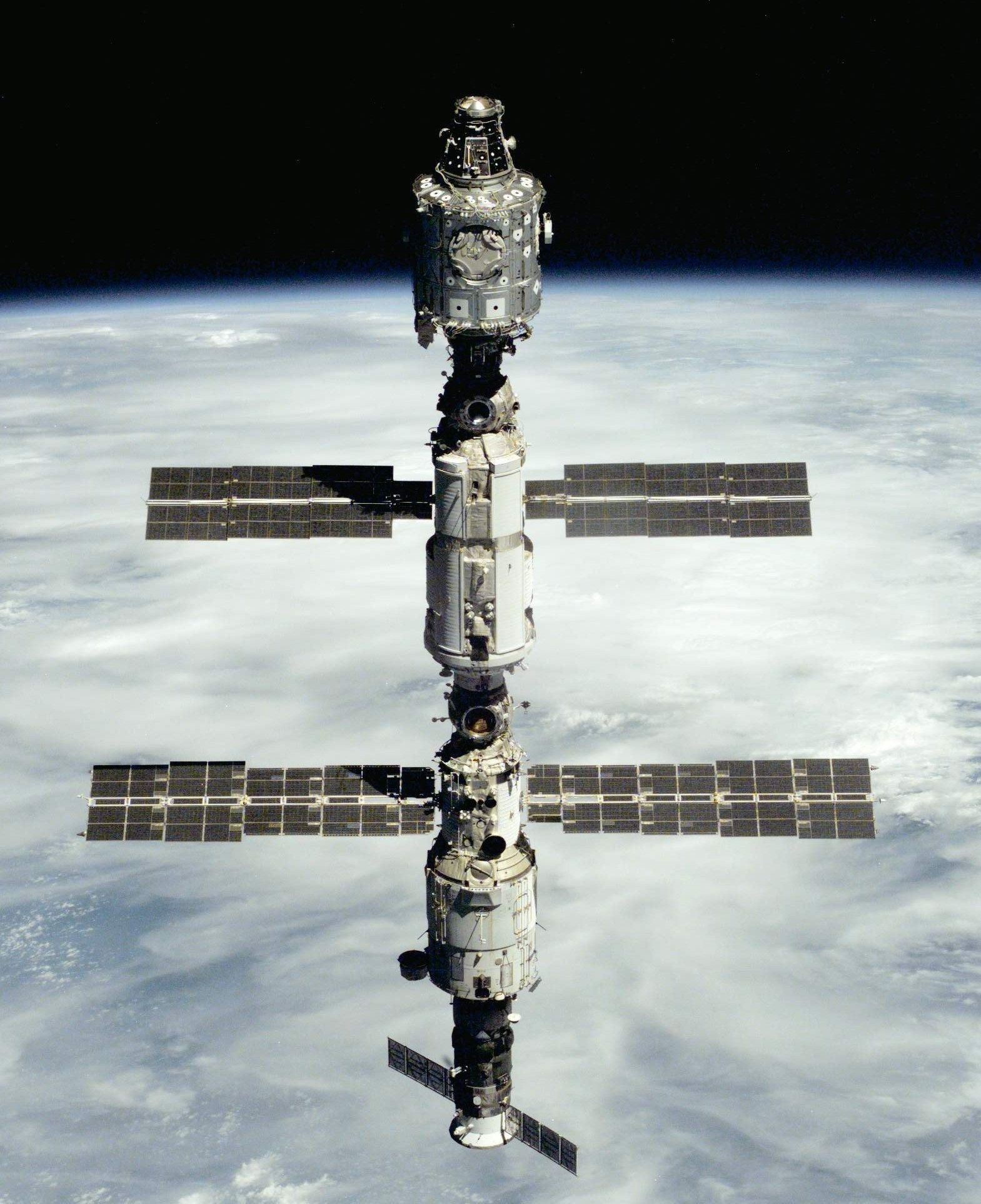
ТГК «Прогресс М1-3» в составе МКС, 18 сентября 2000